# پسر حمیدو
پسر حمیدو (عربی: ابن حميدو) فیلمی در ژانر کمدی است که در سال ۱۹۵۷ منتشر شد. از بازیگران آن می‌توان به اسماعیل یاسین اشاره کرد.